# Lijst van voetbalinterlands Congo-Kinshasa - Tsjaad
Deze lijst van voetbalinterlands is een overzicht van alle officiële voetbalwedstrijden tussen de nationale teams van Congo-Kinshasa en Tsjaad. De landen speelden tot op heden vier keer tegen elkaar. De eerste ontmoeting, een kwalificatiewedstrijd voor het African Championship of Nations 2022, werd gespeeld in Yaoundé (Kameroen) op 28 augustus 2022. Het laatste duel, een kwalificatiewedstrijd voor het African Championship of Nations 2024, vond plaats op 28 december 2024 in Kinshasa.

## Wedstrijden
| № | Plaats   | Datum            | Competitie                                        | Wedstrijd               | Uitslag |
| - | -------- | ---------------- | ------------------------------------------------- | ----------------------- | ------- |
| 1 | Yaoundé  | 28 augustus 2022 | African Championship of Nations 2022 kwalificatie | Tsjaad – Congo-Kinshasa | 1 – 2   |
| 2 | Kinshasa | 4 september 2022 | African Championship of Nations 2022 kwalificatie | Congo-Kinshasa − Tsjaad | 5 − 0   |
| 3 | Abidjan  | 21 december 2024 | African Championship of Nations 2024 kwalificatie | Tsjaad − Congo-Kinshasa | 1 − 1   |
| 4 | Kinshasa | 28 december 2024 | African Championship of Nations 2024 kwalificatie | Congo-Kinshasa − Tsjaad | 3 − 1   |

## Samenvatting
| Competitie                                   | Totaal gespeeld | Winst Congo-Kinshasa | Gelijk | Winst Tsjaad | Doelsaldo Congo-Kinshasa – Tsjaad |
| -------------------------------------------- | --------------- | -------------------- | ------ | ------------ | --------------------------------- |
| African Championship of Nations-kwalificatie | 4               | 3                    | 1      | 0            | 11 − 3                            |
| Totaal                                       | 4               | 3                    | 1      | 0            | 11 − 3                            |

FECOFA · Bondscoaches · Selecties · A-internationals · Vrouwenelftal van Congo-Kinshasa
1960 – 1969 ·
1970 – 1979 ·
1980 – 1989 ·
1990 – 1999 ·
2000 – 2009 ·
2010 – 2019 ·
2020 – 2029
AC 1965 ·
AC 1968 ·
AC 1970 ·
AC 1972 ·
AC 1974 ·
WK 1974 ·
AC 1976 ·
AC 1988 ·
AC 1992 ·
AC 1994 ·
AC 1996 ·
AC 1998 ·
AC 2000 ·
AC 2002 ·
AC 2004 ·
AC 2006 ·
AC 2013
1963 ·
1964 · 
1965 ·
1966 · 
1967 ·
1968 · 
1969 ·
1970 · 
1971 ·
1972 · 
1973 ·
1974 · 
1975 · 
1976 ·
1977 · 
1978 ·
1979 ·
1979 · 
1980 ·
1980 · 
1981 ·
1982 ·
1983 ·
1984 · 
1985 ·
1986 · 
1987 ·
1988 · 
1989 ·
1990 · 
1991 ·
1992 · 
1993 ·
1994 · 
1995 ·
1996 · 
1997 ·
1998 · 
1999 ·
2000 · 
2001 ·
2002 · 
2003 ·
2004 · 
2005 · 
2006 ·
2007 · 
2008 ·
2009 · 
2010 · 
2011 ·
2012 · 
2013 · 
2014 ·
2015 ·
2016 ·
2017 ·
2018 ·
2019 ·
2020 ·
2021 ·
2022 ·
2023
Algerije ·
Angola ·
Bahrein ·
Benin ·
Botswana ·
Brazilië ·
Burkina Faso ·
Burundi ·
Centraal-Afrikaanse Republiek ·
China ·
Congo-Brazzaville ·
Djibouti ·
Egypte ·
Equatoriaal-Guinea ·
Ethiopië ·
Gabon ·
Gambia ·
Ghana ·
Guinee ·
Irak ·
Ivoorkust ·
Joegoslavië ·
Kaapverdië ·
Kameroen ·
Kenia ·
Lesotho ·
Liberia ·
Libië ·
Madagaskar ·
Malawi ·
Mali ·
Marokko ·
Mauritanië ·
Mauritius ·
Mexico ·
Mozambique ·
Namibië ·
Nieuw-Zeeland ·
Niger ·
Nigeria ·
Oeganda ·
Oman ·
Qatar ·
Roemenië ·
Rwanda ·
Saoedi-Arabië ·
Schotland ·
Senegal ·
Seychellen ·
Sierra Leone ·
Soedan ·
Swaziland ·
Tanzania ·
Togo ·
Tsjaad ·
Tunesië ·
Zambia ·
Zimbabwe ·
Zuid-Afrika ·
Zuid-Soedan
FTF · Tsjadisch vrouwenelftal
Interlands
Tegenstander:
Algerije ·
Angola ·
Bahrein ·
Benin ·
Botswana ·
Centraal-Afrikaanse Republiek ·
Comoren ·
Congo-Brazzaville ·
Congo-Kinshasa ·
Egypte ·
Equatoriaal-Guinea ·
Ethiopië ·
Gabon ·
Gambia ·
Ghana ·
Guinee ·
Ivoorkust ·
Jemen ·
Jordanië ·
Kameroen ·
Liberia ·
Libië ·
Madagaskar ·
Malawi ·
Mali ·
Mauritius ·
Namibië ·
Niger ·
Nigeria ·
Oeganda ·
Sao Tomé en Principe ·
Sierra Leone ·
Soedan ·
Tanzania ·
Togo ·
Tunesië ·
Zambia ·
Zuid-Afrika